# Naval Air Station Fallon

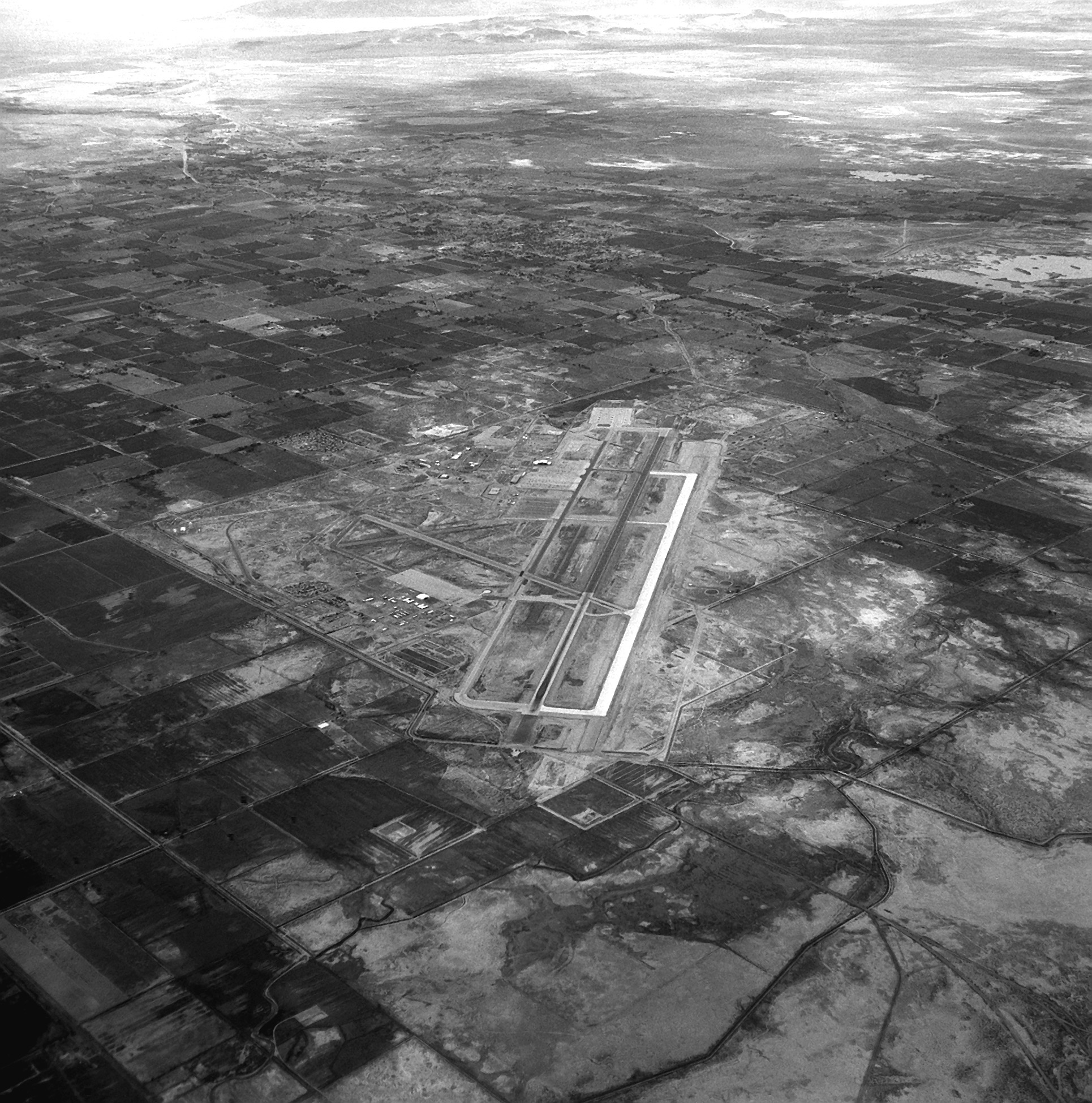
Vue aérienne de la base NAS Fallon en 1988

La Naval Air Station Fallon (Base aérienne navale Fallon) ou NAS Fallon est la principale installation d'entrainement au combat air-air et air-sol de l'US Navy. Elle se situe dans la ville de Fallon dans l'ouest du Nevada, aux États-Unis.
Depuis 1996, elle accueille l'école de formation de pilotage de combat de la marine (Naval Fighter Weapons School), ou Top Gun. La base accueille aussi la base de la Naval Strike Air Warfare Center (NSAWC) qui inclut donc l'école Top Gun, mais aussi la Carrier Airborne Early Warning Weapons School (TOPDOME) et la Navy Rotary Wing Weapons School. Les entrainements de Search and Rescue (SAR) (Recherche et sauvetage de personnes) des forces d'interventions spéciales (SEAL) y ont aussi lieu.
Aux environs de la base, on compte 340 km2 de terrains d'entrainement au bombardement et d'équipements électroniques.

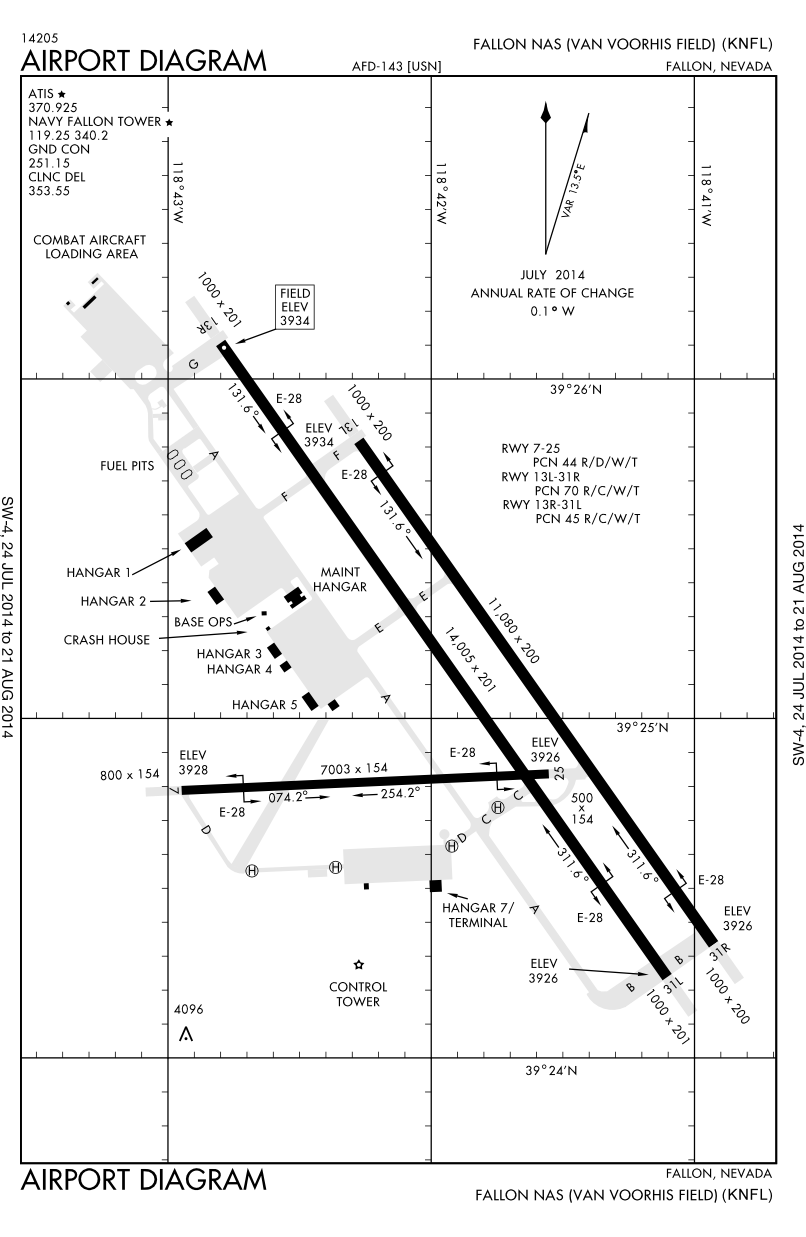
Schéma de la base